# حمزه بیگ
حمزه بیگ (متوفی ۱۴۶۰) دریاسالار عثمانی قرن پانزدهم آلبانیایی الاصل، از خانواده کاستریوتی بود.

## زندگینامه
حمزه بیگ برای اولین بار در سال ۱۴۲۱ ظاهر شد، زمانی که برادرش، بایزید پاشا، تلاش ناموفقی برای جلوگیری از تصرف ادرنه توسط مصطفی چلبی داشت. سپاهیان آنها تسلیم مصطفی شدند و بایزید اعدام شد. حمزه در امان ماند، زیرا جنید آیدینی به جوانی او رحم کرد. حمزه هنگامی که در سال ۱۴۲۴ به بیگلربیگی آناتولی منصوب شد انتقام برادرش را گرفت: او جنید را شکست داد، قلمروهای او را اشغال کرد، جنید و خانواده‌اش را دستگیر و اعدام کرد.
حمزه بیگ به عنوان فرمانده ناوگان مراد دوم در جریان محاصره تسالونیکا به شهرت رسید که در نهایت در سال ۱۴۳۰ با موفقیت به انجام رسید.
در سال ۱۴۵۳ حمزه بیگ در جریان فتح قسطنطنیه به فرماندهی ناوگان عثمانی منصوب شد. به جای سلیمان بالتوغلو ، زمانی که بالتوغلو نتوانست جلوی فرار سه گالری جنوایی و یک کشتی بیزانسی را از طریق محاصره شهر توسط عثمانی‌ها بگیرد. حمزه و ناوگان عثمانی در حمله نهایی به شهر، به منظور جلوگیری از تقویت بخش‌های حساس شمالی و غربی دیوار توسط مدافعان، قرار بود حملات انحرافی علیه دیوارهای دریایی قسطنطنیه در جنوب، در دریای قسطنطنیه انجام دهند. مرمره; و در مقابل سد در سراسر شاخ طلایی در شرق. در روز حمله، ۲۹ مه، نیروهای حمزه نتوانستند نیروهای دفاعی بیزانس را تحت فشار قرار دهند، و آن دسته از نیروهایی که توانستند جای پای خود را به دست آورند، به راحتی دفع شدند. با این حال، به طور کلی حمله عثمانی موفقیت‌آمیز بود.
قرار بود حمزه بیگ تا سال ۱۴۵۶ فرمانده ناوگان عثمانی باقی بماند. پس از تصرف قسطنطنیه، ناوگان عثمانی وظیفه فتح جزایر دریای اژه را بر عهده گرفت. و ایمبروس، لمنوس و تاسوس به دست عثمانی‌ها افتاد. با این حال، حمزه که توسط شوالیه‌های رودس متوقف شده بود، نتوانست باقی‌مانده دریای اژه را تصاحب کند و نیروهای مسیحی را در مسیر عثمانی از پایتخت جدید خود به سمت مدیترانه قرار داد.

## مرگ
در سال ۱۴۶۰، به عنوان بیگ نیکوپلیس، حمزه در راس ارتشی قرار داشت که وظیفه حفاظت از سفارتی در نزد والاچیا را بر عهده داشت. در مسیر بازگشت، او و ارتشش در کمین ولاد شمشیرباز قرار گرفتند. حمزه همراه با افرادش توسط ولاد به چوب بست و این افتخار را به او داد که بالاترین سهم را در احترام به رتبه خود داشته باشد.   به گفته لائونیکوس چالکوکوندیلز، محمد با شنیدن این سخن، از عصبانیت از کوره در رفت و به محمود پاشا ضربه زد که این خبر را آورده بود. 

## بناهای تاریخی
جسد حمزه توسط پسرانش به دست آمد و در مجتمعی که خود در بورسا ساخته بود به خاک سپرده شد. این مجموعه که امروزه نیز وجود دارد، شامل یک مسجد و تعدادی مقبره از جمله مقبره حمزه و خانواده اش است.
به سهم او در تصرف تسالونیکی در سال ۱۴۳۰، مسجد حمزه بیگ به نام او در آنجا ساخته شد. پس از تبادل جمعیت بین یونان و ترکیه در سال ۱۹۲۳، این مسجد به عنوان مکان عبادت از کار افتاد. این مسجد پس از استفاده برای کارهای تجاری مختلف، به ویژه به عنوان سینما، در سال ۲۰۰۶ توسط دولت یونان برای بازسازی خریداری شد.

## شخصیت
برتراندون د لا بروکیره از حمزه به عنوان مردی «بسیار شجاع» یاد می کند. به گفته وی درآمد حمزه حدود ۵۰ هزار دوکات بوده است. 

## در فرهنگ عامه
در فیلم ناگفته‌های دراکولا توسط گری شور حمزه بیگ توسط فردیناند کینگزلی به تصویر کشیده شد. 